# Partita in a-mineur voor fluitsolo
De Partita in a-mineur voor fluitsolo van Johann Sebastian Bach (BWV 1013) is een partita in 4 delen:
- Allemande
- Corrente
- Sarabande
- Bourrée anglaise

## Geschiedenis
Het werk is overgeleverd in een manuscript geschreven door twee verschillende kopiisten, waarin ook een afschrift van de Sonates en partita's voor vioolsolo zijn opgenomen. Eerder was er al een kopie van dit werk gevonden, dat toen als niet-authentiek werd bestempeld. Het manuscript stamt uit ongeveer 1722. De kaft vermeldt: Solo pour la Flute traversiere. Pas in 1917 werd het werk gedrukt en uitgegeven in een uitgave onder redactie van Maximilian Schwedler.
Sommige musicologen houden het werk voor een transcriptie van een verloren gegaan werk van Bach, misschien voor viool.

## Geluidsbestanden
Gespeeld op een traverso door Alex Murray:
1. 1. Allemande
2. 2. Courente
3. 3. Sarabande
4. 4. Bourrée

Gespeeld op een moderne Böhmfluit door Scott Goff:
1. 1. Allemande
2. 2. Courente
3. 3. Sarabande
4. 4. Bourrée